# Danh sách nhà hoài nghi khoa học
Đây là danh sách nhân vật nổi bật khuyến khích hoặc thực hành chủ nghĩa hoài nghi khoa học. Nói chung, họ ủng hộ khoa học và phản đối giả khoa học và thuật lang băm. Họ thường hoài nghi về cận tâm lý học, hiện tượng huyền bí và y học thay thế.
- James Alcock, nhà tâm lý học và tác giả của một số sách báo hoài nghi.[1]
- Isaac Asimov, nhà sinh hóa học và tác giả từng chấp bút viết hoặc chỉnh sửa hơn 500 cuốn sách khoa học phổ thông, sách phi hư cấu khác và khoa học viễn tưởng, bao gồm cả bộ truyện Foundation. Thành viên sáng lập ra CSICOP (nay là CSI).[2]
- Robert A. Baker, nhà tâm lý học và là tác giả viết nên những cuốn sách về ma, những vụ người ngoài hành tinh bắt cóc và hội chứng trí nhớ sai lệch.[2]
- Banachek, nhà tâm thần học từng tham gia vào Dự án Alpha. Tên thật là Steve Shaw.[3]
- Stephen Barrett, bác sĩ tâm thần và người đồng sáng lập Hội đồng Quốc gia Chống Gian lận Y tế, nhà phê bình về y học thay thế. Người sáng lập ra trang web Quackwatch.[2]
- Barry Beyerstein, nhà tâm lý học và thành viên sáng lập CSICOP (nay là CSI).[4]
- Susan Blackmore, nhà cận tâm lý học và cũng là tác giả, giảng viên kiêm phát thanh viên.[1]
- Maarten Boudry, triết gia và tác giả.[5]
- Derren Brown, nhà tâm thần học, nhà phê bình các nhà ngoại cảm và đồng cốt khả nghi.[6]
- Robert Todd Carroll, triết gia và tác giả của cuốn sách và trang web The Skeptic's Dictionary.[7]
- Milbourne Christopher, ảo thuật gia và thành viên sáng lập CSICOP (nay là CSI).[8]
- Derek Colanduno và Robynn McCarthy, người đồng tổ chức podcast Skepticality: The Official Podcast of Skeptic Magazine.[9]
- David Colquhoun, nhà dược học và là tác giả của trang web Improbable Science.[10]
- Brian Cox, nhà vật lý[11]
- Narendra Dabholkar, tác giả và chủ tịch sáng lập ra tổ chức Maharashtra Andhashraddha Nirmoolan Samiti.[12]
- Richard Dawkins, nhà sinh vật học tiến hóa và là tác giả nổi tiếng với việc thúc đẩy quan điểm lấy gen làm trung tâm trong quá trình tiến hóa (trong cuốn Gen vị kỷ của ông), đặt ra thuật ngữ meme và chủ nghĩa hoạt động vô thần.[2]
- Perry DeAngelis, đồng sáng lập và cựu giám đốc điều hành Hội Hoài nghi New England,[13] đồng sáng lập và cựu đồng chủ trì podcast Skeptics' Guide to the Universe.[14]
- Daniel Dennett, triết gia và tác giả cuốn Ý tưởng nguy hiểm của Darwin: Sự tiến hóa và ý nghĩa cuộc sống và Phá vỡ bùa chú: Tôn giáo như một hiện tượng tự nhiên.[15]
- Jared Diamond, nhà khoa học, tác giả và thành viên ban biên tập tạp chí Skeptic.[16]
- Ann Druyan, tác giả khoa học phổ thông và hiện là người đứng đầu Hội Hành tinh. Góa phụ của nhà thiên văn học Carl Sagan.[17]
- Brian Dunning, nhà văn và nhà sản xuất tập trung vào khoa học và chủ nghĩa hoài nghi, người dẫn chương trình podcast Skeptoid,[6] cũng như loạt video phụ inFact của Skeptoid,[18] và là nhà sản xuất phim giáo dục về chủ đề tư duy phản biện.[19][20]
- Mark Edward, trước đây từng là một nhà ngoại cảm bí mật,[21] hiện đang vạch trần các nhà ngoại cảm và là tác giả một cuốn sách kể về chủ đề đó,[22] thành viên ban biên tập của The Skeptics Society,[23] đã phát minh ra thuật ngữ chủ nghĩa hoài nghi du kích.[24]:(Ref is at 2 minutes)
- Richard Feynman, nhà vật lý lý thuyết nổi tiếng với công trình nghiên cứu cơ học lượng tử.[25]
- Kendrick Frazier, biên tập viên tạp chí Skeptical Inquirer.[2]
- Martin Gardner, tác giả, nhà toán học giải trí và là tác giả chuyên mục Mathematical Games dài hạn đăng trên tạp chí Scientific American và là người viết chuyên mục lâu năm cho tờ Skeptical Inquirer. Thành viên sáng lập CSICOP (nay là CSI).[2]
- Pamela L. Gay, nhà thiên văn học, đồng tổ chức Astronomy Cast, trợ lý giáo sư nghiên cứu tại trung tâm STEM ở SIUE và giám đốc dự án dành cho CosmoQuest.[26]
- Susan Gerbic, người sáng lập Chủ nghĩa hoài nghi du kích trên Wikipedia có sứ mệnh cải thiện nội dung hoài nghi của Wikipedia.[27]
- Ben Goldacre, bác sĩ, nhà báo và là tác giả của chuyên mục "Bad Science" đăng trên tờ The Guardian (báo Anh).[28]
- David Gorski, bác sĩ phẫu thuật ung thư có biệt danh là Orac Xấc xược Đáng kính. Chỉ trích y học bổ sung và thay thế.[29]
- Stephen Jay Gould, nhà cổ sinh vật học, nhà sinh vật học tiến hóa, nhà sử học khoa học, Đại học Harvard.[2]
- Natalie Grams, bác sĩ , nhà văn, nhà hoài nghi khoa học, cựu chuyên gia nghiên cứu vi lượng đồng căn người Đức và là tác giả cuốn Vi lượng đồng căn được xem xét lại — Điều gì thực sự giúp ích cho bệnh nhân (bằng tiếng Đức).
- Harriet A. Hall, bác sĩ và nguyên nhà phẫu thuật trên chuyến bay của Không quân Mỹ. Chỉ trích y học thay thế và thuật lang băm.[30]
- Sven Ove Hansson, triết gia. Chủ tịch sáng lập tổ chức Nhà Hoài nghi Thụy Điển (Vetenskap och Folkbildning) và Biên tập viên tạp chí Folkvett của tổ chức này.[31]
- Sam Harris, nhà thần kinh học và tác giả.[32]
- Sharon A. Hill, người sáng lập Doubtful News, một trang web tin tức liên kết tóm tắt và bình luận với các nguồn tin tức ban đầu, đồng thời cung cấp thông tin để đánh giá một cách nghiêm túc các tuyên bố được giới truyền thông cung cấp.[33] Bà còn là nhà sản xuất và người dẫn chương trình podcast 15 Credibility Street.[34]
- Christopher Hitchens, nhà báo và tác giả.[35]
- Douglas Hofstadter, nhà vật lý, nhà nghiên cứu trí tuệ nhân tạo. Tác giả cuốn sách đoạt giải Pulitzer có nhan đề Gödel, Escher, Bach: The Eternal Golden Braid  và người viết chuyên mục "Metamagical Themas" đăng trên tạp chí Scientific American.[36]
- Harry Houdini, ảo thuật gia. Chỉ trích Chủ nghĩa Tâm linh Hiện đại đồng thời vạch trần những nhà ngoại cảm cùng đám đồng cốt lừa đảo và công khai các phương pháp của họ.[2]
- George Hrab nhạc sĩ đa nghi người Mỹ, nhà làm podcast, diễn giả và người dẫn chương trình tại The Amaz!ng Meeting[37]
- Ray Hyman, nhà tâm lý học, nhà phê bình cận tâm lý học. Người đóng góp lâu dài cho tạp chí Skeptical Inquirer. Thành viên sáng lập CSICOP (nay là CSI).[2]
- Jamie Hyneman, đồng sáng tạo của chương trình truyền hình MythBusters.[38]
- Leo Igwe, nhà vận động nhân quyền người Nigeria.[39]
- Edward Jenner, bác sĩ và nhà khoa học người Anh đi tiên phong trong việc chủng ngừa bệnh đậu mùa.
- Penn Jillette, ảo thuật gia, nửa kia của bộ đôi Penn & Teller.  Đồng sáng tạo và đồng dẫn chương trình truyền hình dài tập Bullshit![40]
- Teller, ảo thuật gia, nửa khác của bộ đôi Penn & Teller.  Đồng sáng tạo và đồng dẫn chương trình truyền hình dài tập Bullshit![40]
- Barry Karr, Giám đốc điều hành của Ủy ban Điều tra Hoài nghi
- Philip J. Klass, nhà báo hàng không vũ trụ nổi tiếng nhờ các cuộc điều tra về UFO. Người đóng góp lâu dài cho tạp chí Skeptical Inquirer. Thành viên sáng lập CSICOP (nay là CSI).[2]
- Paul Kurtz, triết gia và tác giả. Thành viên sáng lập CSICOP (nay là CSI), Nhà xuất bản tạp chí Skeptical Inquirer.[2]
- Leighann Lord, diễn viên hài, nhà văn và nữ diễn viên người Mỹ.[41]
- Scott Lilienfeld,  giáo sư tâm lý học, tác giả, biên tập viên tư vấn cho tạp chí Skeptical Inquirer và là thành viên Ủy ban Điều tra Hoài nghi[42]
- Pat Linse, họa sĩ minh họa. Người đồng sáng lập Hội Hoài nghi, Đồng xuất bản và Giám đốc Nghệ thuật của tạp chí Skeptic. Người sáng tạo tạp chí Junior Skeptic.[43]
- Daniel Loxton, họa sĩ minh họa, nhà văn. Biên tập viên của tạp chí Junior Skeptic (liên kết thành tạp chí Skeptic).[44]
- Alan Melikdjanian, nhà làm phim, người sáng tạo ra loạt phim Captain Disillusion trên YouTube giải thích việc sử dụng hiệu ứng hình ảnh trong các video giả mạo.
- Tim Minchin, diễn viên hài, nhạc sĩ, diễn viên. Có nhiều bài hát minh họa cho chủ nghĩa hoài nghi của ông, nổi bật nhất là ca khúc "Storm".[6]
- Rob Nanninga, nhà văn và biên tập viên tạp chí Skepter.[45]
- Joe Nickell, điều tra viên hiện tượng huyền bí và tác giả. Người phụ trách chuyên mục cho tạp chí Skeptical Inquirer.[2]
- Steven Novella, nhà thần kinh học. Người sáng lập Hội Hoài nghi New England và là người dẫn chương trình podcast The Skeptics' Guide to the Universe.[6]
- James Oberg, nhà báo hàng không vũ trụ. Chỉ trích UFO và tuyên bố về một trò lừa bịp hạ cánh trên mặt trăng.[46]
- Robert L. Park, nhà vật lý và tác giả cuốn Voodoo Science.[47]
- Massimo Pigliucci, giáo sư triết học tại Đại học Thành phố New York và là người đồng tổ chức podcast hoài nghi mang tên Rationally Speaking.[48]
- Steven Pinker, nhà tâm lý học thực nghiệm người Canada, nhà khoa học nhận thức, nhà ngôn ngữ học, tác giả khoa học phổ thông, Giáo sư Đại học Harvard và là người ủng hộ tâm lý học tiến hóa và thuyết tính toán của tâm trí.[1]
- Philip Plait, nhà thiên văn học và tác giả. Người sáng lập trang web Bad Astronomy.[49]
- Massimo Polidoro, nhà văn, nhà báo. Học trò của James Randi, Đồng sáng lập và Giám đốc Điều hành CICAP, Thành viên Nghiên cứu của CSICOP (nay là CSI).[50]
- Basava Premanand nhà xuất bản tạp chí Indian Skeptic và là chủ tịch CSICOP Ấn Độ.[51]
- Benjamin Radford, Biên tập viên điều hành của tạp chí Skeptical Inquirer,[6] đồng chủ trì podcast Squaring the Strange.[52]
- James Randi, ảo thuật gia. Người sáng lập Quỹ Giáo dục James Randi. Đáng chú ý khi đưa ra Thử thách siêu nhiên một triệu đô la|phần thưởng tiền mặt hàng triệu đô la cho việc chứng minh có thể xác minh được trong điều kiện phòng thí nghiệm về bất kỳ khả năng hoặc sự kiện huyền bí nào. Lên ý tưởng và chỉ đạo Dự án Alpha. Thành viên sáng lập CSICOP (nay là CSI).[2]
- Pascual Romero, người đồng tổ chức podcast Squaring the Strange, cung cấp các phân tích và bình luận dựa trên bằng chứng về nhiều chủ đề huyền bí.[52]
- Emily Rosa, nhà nghiên cứu y học trẻ nhất theo Kỷ lục Thế giới Guinnes khi mới tuổi 11 đã công bố nghiên cứu của mình đăng trên Tạp chí Hiệp hội Y khoa Mỹ về cảm ứng trị liệu, cho thấy các học viên không thể cảm nhận được "trường năng lượng của con người" khi không nhìn thấy.[53]
- Carl Sagan, nhà thiên văn học, tác giả khoa học phổ thông và nhân vật truyền thông. Người ủng hộ SETI, người sáng lập Hội Hành tinh, người dẫn chương trình truyền hình Vũ trụ và là tác giả cuốn Thế giới bị quỷ ám – Khoa học như ngọn nến trong đêm. Thành viên sáng lập CSICOP (nay là CSI).[2]
- Cara Santa Maria, nhà truyền thông khoa học, nhà báo, nhà sản xuất, người dẫn chương trình truyền hình và nhà làm podcast.[54] Bà hiện là người đồng dẫn chương trình trên podcast The Skeptics' Guide to the Universe,[55] và tổ chức podcast của riêng mình mang tên Talk Nerdy.[56][57]
- Richard Saunders - chủ tịch trước đây của tổ chức Nhà Hoài nghi Úc - người dẫn chương trình podcast Skeptic Zone - nhà hoạt động khoa học - thành viên CSI.
- Adam Savage, đồng sáng tạo của loạt phim truyền hình MythBusters.[38]
- Eugenie Scott, nhà nhân chủng học. Giám đốc điều hành của Trung tâm Khoa học Giáo dục Quốc gia (NCSE), nhà phê bình thần tạo luận và thiết kế thông minh.[58]
- Robert Sheaffer, tác giả. Điều tra viên UFO, người phụ trách chuyên mục của tạp chí Skeptical Inquirer.[59]
- Michael Shermer, nhà sử học, tác giả khoa học phổ thông, người sáng lập Hội Hoài nghi. Đồng xuất bản và Biên tập tạp chí Skeptic. Đồng thời là nhà văn hiện tại của chuyên mục "Skeptic" trên tạp chí Scientific American.[2]
- Simon Singh, tác giả khoa học phổ thông người Anh.[60]
- Julia Sweeney, nữ diễn viên, diễn viên hài, tác giả và nghệ sĩ biểu diễn Letting Go of God.[61]
- Jamy Ian Swiss, ảo thuật gia, người đồng sáng lập nhóm Nhà Hoài nghi Khu vực Thủ đô Quốc gia; đồng sáng lập Nhà Hoài nghi Thành phố New York; cộng tác viên cho tạp chí Skeptic; đồng sản xuất và là người dẫn chương trình trên sân khấu của Hội nghị Khoa học và Chủ nghĩa Hoài nghi Đông Bắc. Chủ tịch hội đồng quản trị Hiệp hội Điều tra Lý trí San Diego (còn gọi là San Diego Skeptics).
- Marcello Truzzi, nhà xã hội học. Biên tập viên đầu tiên của tạp chí Skeptical Inquirer. Phê phán chủ nghĩa hoài nghi có tổ chức. Thành viên sáng lập CSICOP (nay là CSII).[8]
- Rebecca Watson, người sáng lập blog Skepchick.[62]
- Richard Wiseman, nhà tâm lý học.[1]
- Paul Zenon, ảo thuật gia và diễn viên hài.[63]